# Nico Rieble

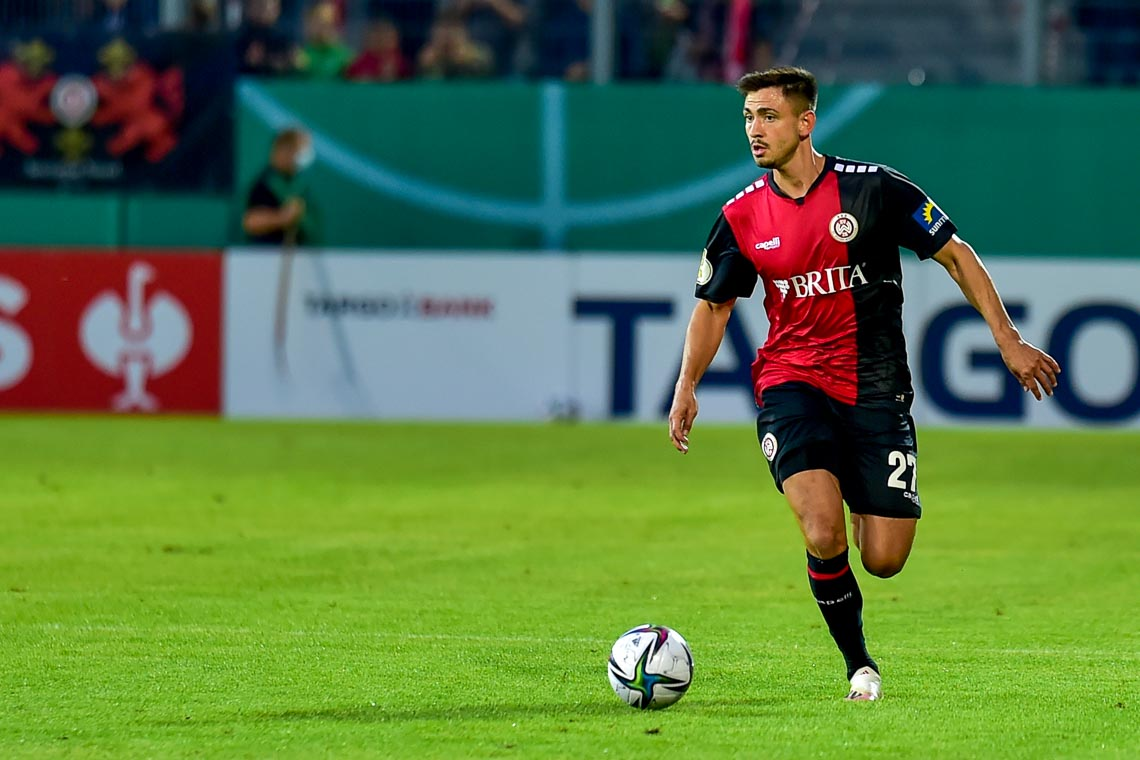
Verteidiger Nico Rieble treibt den Ball nach vorne.

Nico Rieble (* 22. August 1995 in Rastatt) ist ein deutscher Fußballspieler. Der Verteidiger stand zuletzt beim SV Wehen Wiesbaden unter Vertrag.

## Karriere
Rieble begann seine Karriere beim SV 08 Kuppenheim und dem Karlsruher SC. Im Juli 2010 wechselte er in die Jugendabteilung der TSG 1899 Hoffenheim. Hier durchlief er die Jugendabteilungen und rückte 2014 zur zweiten Mannschaft der Hoffenheimer in die Regionalliga Südwest auf. Von dort wechselte Rieble 2016 zum VfL Bochum in die zweite Bundesliga, wo er am vierten Spieltag erstmals im Kader stand. Beim Auswärtsspiel gegen Fortuna Düsseldorf hatte er am 20. September 2016 seinen ersten Einsatz im Profifußball, als er in der 45. Minute eingewechselt wurde.
Im Januar 2018 wechselte Rieble in die 3. Liga zu Hansa Rostock, wo er einen Vertrag bis 2020 unterschrieb. Unter Trainer Pavel Dotchev kam Rieble bis zum Ende der Spielzeit 2018 auf 12 Einsätze und einem Einsatz im Landespokal. Hansa bezwang in diesem Wettbewerb im Finale den FC Mecklenburg Schwerin (2:1), was Rieble zum Landespokalsieger Mecklenburg-Vorpommerns beförderte. In der Folgesaison setzte er sich mit dem Drittligisten Hansa Rostock in der 1. Runde im DFB-Pokal gegen den Bundesligisten VfB Stuttgart mit 2:0 durch und erreichte somit die 2. Pokalrunde. In dieser verlor er mit der Kogge erst nach Elfmeterschießen gegen den ebenfalls Erstligisten 1. FC Nürnberg (4:6). Im Ligabetrieb brachte er es in jener Saison auf 28 Einsätze und wurde zudem im Halbfinale und Finale im Landespokal, welcher gegen den Torgelower FC Greif mit 4:1 gewonnen wurde, berücksichtigt. Durch den Gewinn dieses Pokals war Hansa berechtigt am DFB-Pokal der Saison 2019/20 teilzunehmen, wo man in der 1. Runde erneut auf den, nun jedoch Zweitligisten und späteren Rückkehrer ins Fußball-Oberhaus VfB Stuttgart, traf. Rieble schied dieses Mal jedoch im heimischen Ostseestadion zu Rostock 0:1 aus. Seine Einsätze für die Hanseaten in der 3. Fußball-Liga 2019/20 reduzierten sich verletzungsbedingt, und somit einhergehender fehlender Spielpraxis, auf 15. Im Achtelfinale des Landespokals gegen den TSV Bützow erzielte er mit dem zwischenzeitlichen 2:0 für Rostock dennoch sein erstes Pflichtspieltor für Hansa. Eine Runde weiter, im Viertelfinale gegen den SV Pastow, traf er zum zweiten Mal für die Kogge und zum 3:0 Endstand in diesem Spiel. Aufgrund der COVID-19-Pandemie in Deutschland wurde dieser Wettbewerb jedoch ausgesetzt, sodass für ihn keine weiteren Einsatzmöglichkeiten im Mecklenburg-Vorpommern-Pokal mehr bestanden. Nico Rieble verließ Hansa Rostock im Sommer 2020. Insgesamt bestritt er für die Norddeutschen 63 Pflichtspiele, davon 55 in der 3. Fußball-Liga, drei im DFB-Pokal und fünf (zwei Tore) im Landespokal.
Zur Saison 2020/21 wechselte Rieble zum VfB Lübeck. Er unterschrieb beim Drittliga-Aufsteiger einen Vertrag bis zum Saisonende. Unter dem Trainer Rolf Martin Landerl brachte es Rieble als sofortiger Stammspieler auf 35 Einsätze und musste er am Ende der Spielzeit, in der der VfB an 25 Spieltagen einen Abstiegsplatz innehatte, den Abstieg in die Regionalliga hinnehmen. Anschließend verließ er den Verein mit seinem Vertragsende.
Zur Saison 2021/22 wechselte Rieble zum SV Wehen Wiesbaden, bei dem er einen Vertrag bis zum 30. Juni 2023 unterschrieb. Im Sommer 2025 verließ er den Verein.

## Erfolge
- Landespokalsieger Mecklenburg-Vorpommern (2): 2018, 2019 (mit Hansa Rostock)
- Deutscher Jugendmeister (1): 2013/14 (mit der TSG 1899 Hoffenheim U19)